# Linia kolejowa Spartak – Bujan
Linia kolejowa Spartak – Bujan – linia kolejowa na Ukrainie łącząca stację Spartak ze ślepą stacją Bujan.
Zarządzana jest przez dyrekcję kijowską Kolei Południowo-Zachodniej (oddział ukraińskich kolei państwowych).
Znajduje się w obwodzie kijowskim. Na całej długości jest niezelektryfikowana i jednotorowa.

## Historia
Linia powstała w Związku Sowieckim. Od 1991 znajduje się na Ukrainie.
Obecnie linia wykorzystywana jest tylko w ruchu towarowym.